# قرنمة السفلى (إب)

تعديل مصدري - تعديل

قرنمة السفلى محلة تابعة لقرية الخرشبة، التابعة لعزلة بني محرم بمديرية إب إحدى مديريات محافظة إب في الجمهورية اليمنية.، بلغ تعداد سكانها 40 حسب تعداد اليمن لعام 2004.